# Asa Butterfield
Asa Butterfield (Islington, Londres, 1 d'abril de 1997) és un actor anglès.
Es va fer conegut per interpretar al personatge principal Bruno a la pel·lícula de l'Holocaust, The Boy in the Striped Pajamas (El noi del pijama de ratlles (2008), per la qual va rebre nominacions al British Independent Film Award i al London Film Critics Circle Award per a joves intèrprets britànics de l'any a l'edat d'11 anys.
Per la seva actuació principal com a Hugo Cabret al drama Hugo de Martin Scorsese (2011), Butterfield va rebre un gran elogi i va ser guardonat amb el "Young Hollywood Award" per Breakthrough Performance — Male i va ser nominat al Premi de la pel·lícula de la crítica per al millor interprete jove i al premi Empire per a millor masculí nouvingut, entre altres premis. Va ser nominat al Premi de pel·lícula britànica independent al millor actor per interpretar Nathan Ellis a X + Y de Morgan Matthews (2014). El 2019, va interpretar Otis Milburn a la sèrie Sex Education.

## Joventut
Va néixer a Islington, Londres, fill de Jacqueline Farr, psicòloga, i de Sam Butterfield, redactor publicitari.

## Carrera
Butterfield va actuar per primera vegada als 7 anys al "Teatre Young Actors Islington". Més tard, va obtenir papers menors en el drama televisiu del 2006 After Thomas i la pel·lícula del 2007, Son of Rambow. El 2008, va tenir un paper com a convidat interpretant a Donny a la sèrie de televisió Ashes to Ashes.
En aquest mateix any, amb deu anys, va interpretar el paper principal a El noi del pijama de ratlles. El director Mark Herman va dir que es van trobar amb Butterfield abans del procés d'audició. Va estar a la primera cinta auditiva que va rebre i era el tercer que esperava que va conèixer en persona. Herman va creure que el rendiment de Butterfield era excel·lent, però només va decidir llançar-lo després d'escoltar audicions a centenars d'altres nois, ""així que no es va deixar cap pedra sense filar".
El productor David Heyman i el director Mark Herman buscaven algú que pogués retratar la innocència del personatge principal, de manera que van preguntar a cadascun dels nens què sabien sobre l'Holocaust. El coneixement de Butterfield era poc primordial i es va mantenir així durant tot el rodatge per la qual cosa li seria més fàcil transmetre la innocència del seu personatge. Les escenes finals de la pel·lícula es van rodar al final del període de producció per preparar tant ell com Jack Scanlon per al final dramàtic de la pel·lícula. Va vèncer centenars de nois al paper i també va superar amb èxit les audicions per a un paper a Mr. Nobody per al qual va fer una audició alhora. Va escollir no exercir aquest darrer paper.
El 2008, Butterfield va aparèixer a l'episodi de Merlin The Beginning of the End; va interpretar a un jove druida condemnat a mort per Uther Pendragon perquè se sent amenaçat per la màgia del noi. Butterfield va aparèixer com a Mordred en diversos episodis posteriors.
El 2010, va tenir una petita part a L'home llop.[10] També va actuar com a Norman Green a La mainadera màgica i el gran bum! (2010). La pel·lícula i la seva actuació van rebre crítiques positives. Als 13 anys va interpretar al personatge principal i principal a l'Hugo de Martin Scorsese, adaptat de la novel·la La invenció d'Hugo Cabret. Hugo es va estrenar el 23 de novembre de 2011, i va obtenir èxit de crítica.
Butterfield va interpretar el paper principal d'Andrew "Ender" Wiggin en l'adaptació cinematogràfica de la novel·la Orson Scott Card, Ender's Game. La pel·lícula es va estrenar el 2013. Després del rodatge d'Ender's Game, Butterfield va ser llançat immediatament al drama britànic X+Y com Nathan Ellis, un savi matemàtic de l'espectre de l'autisme seleccionat per competir amb altres nens dotats. Equip del Regne Unit en una competició de matemàtiques de renom internacional. La pel·lícula es va estrenar el 5 de setembre de 2014 al Festival Internacional de Cinema de Toronto i es va estrenar als cinemes del Regne Unit el 13 de març de 2015. L'actuació de Butterfield va rebre una àmplia aclamació crítica i el es va veure nominat al Premi BIFA al millor actor.
Més tard, el 2013, es va informar que Butterfield va estar en converses per a un paper a King of Kastle i al maig va ser repartit a The White Circus. A principis del 2014, Butterfield va ser distribuït en una adaptació cinematogràfica de Ten Thousand Saints,
 que es va estrenar el 14 d'agost de 2015. Al novembre de 2015, es va incorporar al ventall de la tercera pel·lícula de Shane Carruth, The Modern Ocean.
El 2016 va protagonitzar Jacob "Jake" Portman a Miss Peregrine's Home for Peculiar Children. També va protagonitzar Gardner Elliot a la pel·lícula The Space Between Us i com Sebastian a The House of Tomorrow el 2017.
El 2018, Butterfield va ser el paper principal d'Otis Milburn a la sèrie de teatre de comèdia Netflix, Sex Education. La sèrie es va estrenar l'11 de gener de 2019 amb l'aclamació de la crítica.

## Altres treballs
Butterfield li agrada fer i produir música, i va llançar una versió de les cançons "Teenage Dirtbag" de Wheatus i "Making Plans for Nigel" de XTC. Junt amb el seu germà, forma part d'un grup de música anomenat "Mambo Fresh". A finals del 2012, Butterfield va dissenyar un videojoc basat en torns per a iPad amb el seu pare i el seu germà anomenat Racing Blind. El joc es va llançar a l'App Store el 7 d'abril de 2013.
Butterfield està involucrat en jocs competitius de Nintendo. El 2017, va jugar als Campionats del Món de Nintendo, on va ser eliminat a l'inici de la invitació. És un jugador entusiasta del Super Smash Bros competitiu i ha signat amb l'equip d'eSports Panda Global sota l'etiqueta "Stimpy". La seva primera aparició amb l'organització va ser al Gènesis 6. [28]
Des del 2017, Butterfield imparteix una "masterclass" d'actuació anual a l'escola d'actuació "The Reel Scene" de Londres. El curs de tres dies "Asa Butterfield Masterclass" cobreix tècniques d'improvisació i els estudiants treballen en escenes de les pel·lícules de Butterfield, que es filmaran l'últim dia. El 2018, els estudiants van aparèixer com a extrems a la pel·lícula Greed en què va aparèixer Butterfield.